# Werner Kaessmann
Werner Kaessmann, né le 12 juillet 1947 à Unna, est un joueur ouest-allemand de hockey sur gazon.

## Biographie
Werner Kessmann fait partie de l'équipe nationale ouest-allemande sacrée championne olympique aux Jeux d'été de 1972 à Munich. Il dispute aussi les Jeux olympiques d'été de 1976, terminant respectivement à la cinquième place.